# Lacconotopedilus singularicornis
Lacconotopedilus singularicornis es una especie de coleóptero de la familia Mycteridae.

## Distribución geográfica
Habita en Botsuana, Namibia, Sudáfrica y República Democrática del Congo.